# شريان قصبة الساق الأمامي
شريان ظنبوبي أمامي يقع في الطرف السفلي من جسم الإنسان.

## الفروع
فروع الشريان الظنبوبي الأمامي:
- شريان قصبة الساق الخلفي الراجع
- شريان قصبة الساق الأمامي الراجع
- فروع عضلية
- شريان الكعب الوسطي الأمامي
- شريان الكعب الجانبي الأمامي
- شريان ظهر القدم
- شريان شظوي منحني

## صور

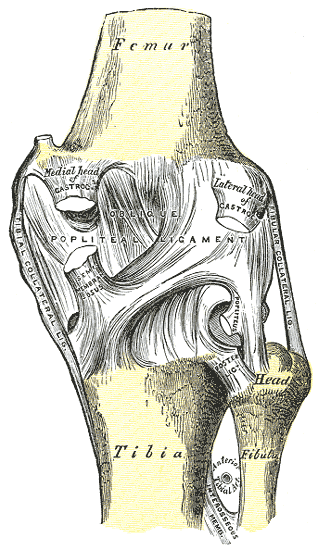
مفصل الركبة اليمنى، منظر خلفي.
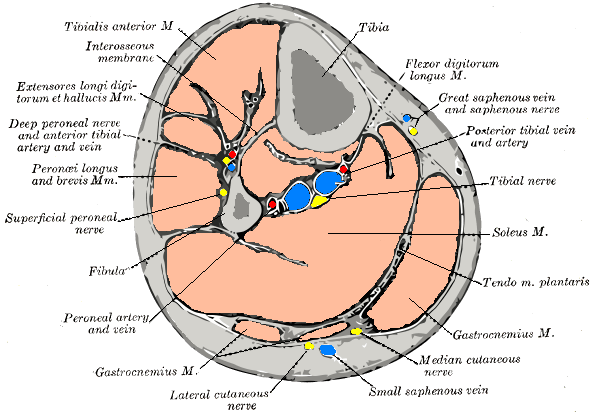
مقطع عرضي للساق.
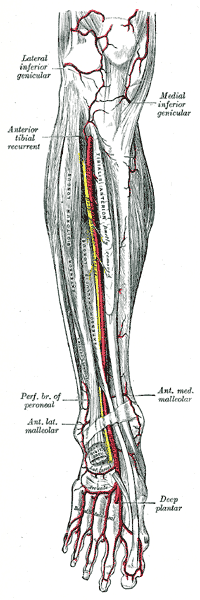
شريان ظنبوبي أمامي وعظمة الظنبوب- رؤية أمامية للساق اليمنى.
شرايين الفخذ والساق.

## وصلات خارجية
- قالب:موضوع غرايز - The Arteries of the Lower Extremity
- غرايز أناتومي (كتاب) s95 - Ankle joint
- شكل تشريحي: 12:04-15 على موقع مركز سوني دونستات الطبي (تشريح بشري عبر الإنترنت). - "Arteries of the lower extremity shown in association with major landmarks."
- http://www.dartmouth.edu/~humananatomy/figures/chapter_15/15-10.HTM نسخة محفوظة 20 فبراير 2020 على موقع واي باك مشين.
- http://www.dartmouth.edu/~humananatomy/figures/chapter_17/17-3.HTM نسخة محفوظة 17 يناير 2008 على موقع واي باك مشين.